# Bahnstrecke Hildesheim–Goslar
| Blick auf die Bahnstrecke Hildesheim–Goslar in Goslar-Baßgeige. | |                                         |                                         |
| Karte der Strecke Hildesheim–Goslar | |                                         |                                         |
| Streckennummer (DB): | 1773                                                                                                  |                                         |                                         |
| Kursbuchstrecke (DB): | 320                                                                                                   |                                         |                                         |
| Kursbuchstrecke: | 181 (1934) 179f (Hildesheim Hbf – Großdüngen 1934) 204 (1946) 202f (Hildesheim Hbf – Großdüngen 1946) |                                         |                                         |
| Streckenlänge: | 53,4 km                                                                                               |                                         |                                         |
| Spurweite: | 1435 mm (Normalspur)                                                                                  |                                         |                                         |
| Streckengeschwindigkeit: | 120 km/h                                                                                              |                                         |                                         |
| Zugbeeinflussung: | PZB                                                                                                   |                                         |                                         |
| Zweigleisigkeit: | durchgehend                                                                                           |                                         |                                         |
| | |                                         |                                         |
| \| \| \| von Nordstemmen \| \| \| \| 40,63 \| Hildesheim Hbf ⊙ \| Hildesheim Hbf ⊙ \| \| \| \| nach Lehrte \| \| \| \| \| nach Braunschweig \| \| \| \| 43,17 \| Hildesheim Ost ⊙ \| Hildesheim Ost ⊙ \| \| \| \| Innerste \| \| \| \| 47,42 \| Marienburg (Han) \| Marienburg (Han) \| \| \| \| nach Hildesia \| \| \| \| 50,73 \| Groß Düngen ⊙ \| Groß Düngen ⊙ \| \| \| \| nach Bad Gandersheim \| \| \| \| 54,50 \| Hockeln \| Hockeln \| \| \| 59,31 \| Derneburg (Han) ⊙ \| Derneburg (Han) ⊙ \| \| \| \| nach Seesen \| \| \| \| \| nach Salzgitter-Drütte \| \| \| \| \| Bundesautobahn 7 \| \| \| \| \| Bundesautobahn 39 \| \| \| \| \| Innerste \| \| \| \| 65,55 \| Baddeckenstedt ⊙ (ehem. Bf) \| Baddeckenstedt ⊙ (ehem. Bf) \| \| \| 69,53 \| Bk Klein Elbe \| Bk Klein Elbe \| \| \| \| Bundesstraße 6 \| \| \| \| \| Kreiensen–Börßum \| \| \| \| \| ehem. Bundesstraße 6 \| \| \| \| \| von Kreiensen \| \| \| \| 75,28 \| Salzgitter-Ringelheim ⊙ \| Salzgitter-Ringelheim ⊙ \| \| \| \| nach Börßum \| \| \| \| \| Bundesstraße 6, Bundesstraße 248 \| \| \| \| 80,72 \| Othfresen ⊙ (bis 1996, vrsl. nach 2030)[1] \| Othfresen ⊙ (bis 1996, vrsl. nach 2030)[1] \| \| \| \| Bk Othfresen (bis 2023) \| \| \| \| 85,42 \| Dörnten (1895–1982) \| Dörnten (1895–1982) \| \| \| \| nach Vienenburg \| \| \| \| 89,31 \| Grauhof Pbf (bis 1978) \| Grauhof Pbf (bis 1978) \| \| \| \| nach Langelsheim \| \| \| \| \| Bundesstraße 6 \| \| \| \| \| von Neuekrug-Hahausen \| \| \| \| 94,06 \| Goslar ⊙ \| Goslar ⊙ \| \| \| \| nach Vienenburg \| \| \| \| \| \| \| \| Quellen: [2][3] \| \| \| \| | |                                         |                                         |
| Strecke | | von Nordstemmen                         | von Nordstemmen                         |
| Bahnhof | 40,63                                                                                                 | Hildesheim Hbf ⊙                        | Hildesheim Hbf ⊙                        |
| Abzweig geradeaus und nach links | | nach Lehrte                             | nach Lehrte                             |
| Abzweig geradeaus und nach links | | nach Braunschweig                       | nach Braunschweig                       |
| Haltepunkt / Haltestelle | 43,17                                                                                                 | Hildesheim Ost ⊙                        | Hildesheim Ost ⊙                        |
| Brücke über Wasserlauf | | Innerste                                | Innerste                                |
| ehemaliger Bahnhof | 47,42                                                                                                 | Marienburg (Han)                        | Marienburg (Han)                        |
| Abzweig geradeaus und ehemals nach rechts | | nach Hildesia                           | nach Hildesia                           |
| Bahnhof | 50,73                                                                                                 | Groß Düngen ⊙                           | Groß Düngen ⊙                           |
| Abzweig geradeaus und nach rechts | | nach Bad Gandersheim                    | nach Bad Gandersheim                    |
| ehemaliger Haltepunkt / Haltestelle | 54,50                                                                                                 | Hockeln                                 | Hockeln                                 |
| Bahnhof | 59,31                                                                                                 | Derneburg (Han) ⊙                       | Derneburg (Han) ⊙                       |
| Abzweig geradeaus und ehemals nach rechts | | nach Seesen                             | nach Seesen                             |
| Abzweig geradeaus und ehemals nach links | | nach Salzgitter-Drütte                  | nach Salzgitter-Drütte                  |
| Strecke mit Straßenbrücke | | Bundesautobahn 7                        | Bundesautobahn 7                        |
| Strecke mit Straßenbrücke | | Bundesautobahn 39                       | Bundesautobahn 39                       |
| Brücke über Wasserlauf | | Innerste                                | Innerste                                |
| Haltepunkt / Haltestelle | 65,55                                                                                                 | Baddeckenstedt ⊙ (ehem. Bf)             | Baddeckenstedt ⊙ (ehem. Bf)             |
| ehemalige Blockstelle | 69,53                                                                                                 | Bk Klein Elbe                           | Bk Klein Elbe                           |
| Strecke mit Straßenbrücke | | Bundesstraße 6                          | Bundesstraße 6                          |
| Kreuzung geradeaus oben | | Kreiensen–Börßum                        | Kreiensen–Börßum                        |
| Brücke | | ehem. Bundesstraße 6                    | ehem. Bundesstraße 6                    |
| Abzweig geradeaus und von links | | von Kreiensen                           | von Kreiensen                           |
| Bahnhof | 75,28                                                                                                 | Salzgitter-Ringelheim ⊙                 | Salzgitter-Ringelheim ⊙                 |
| Abzweig geradeaus und nach links | | nach Börßum                             | nach Börßum                             |
| Strecke mit Straßenbrücke | | Bundesstraße 6, Bundesstraße 248        | Bundesstraße 6, Bundesstraße 248        |
| ehemaliger Dienststation / Betriebs- oder Güterbahnhof | 80,72                                                                                                 | Othfresen ⊙ (bis 1996, vrsl. nach 2030) | Othfresen ⊙ (bis 1996, vrsl. nach 2030) |
| ehemalige Blockstelle | | Bk Othfresen (bis 2023)                 | Bk Othfresen (bis 2023)                 |
| ehemaliger Haltepunkt / Haltestelle | 85,42                                                                                                 | Dörnten (1895–1982)                     | Dörnten (1895–1982)                     |
| Abzweig geradeaus, ehemals nach links und ehemals von links | | nach Vienenburg                         | nach Vienenburg                         |
| ehemaliger Haltepunkt / Haltestelle | 89,31                                                                                                 | Grauhof Pbf (bis 1978)                  | Grauhof Pbf (bis 1978)                  |
| Abzweig geradeaus und ehemals nach rechts | | nach Langelsheim                        | nach Langelsheim                        |
| Brücke | | Bundesstraße 6                          | Bundesstraße 6                          |
| Abzweig geradeaus und von rechts | | von Neuekrug-Hahausen                   | von Neuekrug-Hahausen                   |
| Bahnhof | 94,06                                                                                                 | Goslar ⊙                                | Goslar ⊙                                |
| Strecke | | nach Vienenburg                         | nach Vienenburg                         |
| | |                                         |                                         |
| Quellen: | |                                         |                                         |

Die Bahnstrecke Hildesheim–Goslar ist eine 53 Kilometer lange, zweigleisige und nicht elektrifizierte Hauptbahn im nördlichen Harzvorland. Sie dient überwiegend der Verbindung der Tourismusregion im Nordharz (Goslar, Bad Harzburg und Wernigerode) mit Hildesheim und Hannover. Auf ihr verkehrt die von Erixx betriebene RE 10, die Bad Harzburg über Goslar mit dem Hauptbahnhof Hannover verbindet. Der wichtigste Zwischenhalt und Knotenpunkt der Strecke ist der Bahnhof Salzgitter-Ringelheim. Die Strecke wurde 1875/83 eröffnet.

## Verlauf
Die Strecke verläuft von Hildesheim aus in meist südöstlicher Richtung. Die gelegentliche Bezeichnung „Innerstebahn“ führt zur Verwechselung mit der flussaufwärts liegenden Innerstetalbahn und wird nicht offiziell verwendet. In Groß Düngen zweigt die Lammetalbahn ab, in Derneburg war sie mit der ehemaligen Strecke Braunschweig–Seesen der Braunschweiger Landeseisenbahn (siehe Bahnstrecke Derneburg–Seesen und Bahnstrecke Salzgitter-Drütte–Derneburg) verknüpft. Sie verläuft weiter über Baddeckenstedt und quert im Bahnhof Salzgitter-Ringelheim die Bahnstrecke Börßum–Kreiensen. Etwa ab Othfresen verlässt sie die Innerste und steigt über den ehemaligen Bahnknoten Grauhof nach Goslar an.
Durchweg parallel zur Strecke verlaufen die Bundesstraße 6 sowie die Innerste. Mit der Bezeichnung Innerstetalbahn ist jedoch die Oberharzbahn gemeint.

## Geschichte
Schon bevor 1867 die Grenzen zwischen den Ländern Hannover und Preußen fielen, suchte die Magdeburg-Halberstädter Eisenbahn (MHE) eine Verbindung von Halberstadt nach Westen. Erstes Ziel war, über Vienenburg einen Anschluss in Richtung Kreiensen zu erhalten. Die Bahnstrecke Halberstadt–Vienenburg war 1869 benutzbar. Von dort aus wurde 1875 bis 1877 über Grauhof und Langelsheim sowohl nach Neuekrug-Hahausen (an der Bahnstrecke Braunschweig–Kreiensen) als auch die Innerstetalbahn nach Clausthal gebaut.
Ungefähr gleichzeitig suchte die Hannover-Altenbekener Eisenbahn-Gesellschaft (HAE) einen Anschluss nach Osten, der die Städte Hannover und Braunschweig umging. Sie baute bis 1875 die Weserbahn von Löhne über Hameln nach Elze, von dort bestand bereits über die Hannöversche Südbahn und die Bahnstrecke Lehrte–Nordstemmen Anschluss nach Hildesheim. Sie schloss einen Vertrag mit der MHE, eine Strecke von Hildesheim nach Grauhof zu bauen und dort anzuschließen. Die HAE geriet jedoch in wirtschaftliche Schwierigkeiten, so dass das Projekt nur mit Hilfe der MHE durchgeführt werden konnte. Die MHE übernahm die Zinsgarantie für die zum Bau nötigen Kredite und ab 1. August 1874 auch die Verwaltung der HAE, die rechtlich aber eigenständig blieb.
Am 19. Mai 1875 wurde der Güterverkehr von Hildesheim über Grauhof nach Vienenburg aufgenommen, am 30. Juni der Personenverkehr. Am 1. Mai 1883 konnte die Braunschweigische Eisenbahn, die Nachfolgerin der privatisierten Braunschweigischen Staatseisenbahn, die Verlängerung nach Goslar in Betrieb nehmen. Gleichzeitig wurde die Lücke zwischen Goslar und Langelsheim geschlossen.
Die Strecke wurde bald Teil einer Fernverbindung aus den Niederlanden und dem nördlichen Westfalen über Löhne, Hildesheim und Halberstadt nach Halle und Leipzig, zum Teil auch weiter nach Polen und in das heutige Tschechien. Der Güterverkehr nahm die Direktverbindung von Grauhof nach Vienenburg, der etwas schwächere Personenverkehr lief über Goslar dorthin, ab 1912, nach Fertigstellung der Bahnstrecke Bad Harzburg–Oker, auch weiter über Bad Harzburg und Wernigerode. Hinzu kamen die langsam zunehmenden Züge für Urlauber aus Hamburg und Bremen über Hannover nach Goslar, die zum Teil auch Kurswagen über Halberstadt nach Berlin führten.
Mit der deutschen Teilung entfiel der Durchgangsverkehr und der Güterverkehr fiel auf eine örtliche Bedeutung zurück. In den 1980er-Jahren war daher der Rückbau der Infrastruktur auf der Gesamtstrecke durch die Deutsche Bundesbahn auf Eingleisigkeit vorgesehen, da sie einen zweigleisigen Betrieb dem eigenen Ermessen nach als wirtschaftlich nicht tragbar betrachteten. Am 27. November 1984 wurde das hierzu nötige Planungsverfahren eingeleitet. Der Rückbau wurde jedoch nicht realisiert und die Planungen abgebrochen. 
Seit 1996 besteht mit der neutrassierten Bahnstrecke Ilsenburg–Vienenburg über die Reststrecke Heudeber-Danstedt–Ilsenburg wieder Anschluss nach Halberstadt und Halle (Saale). Zur Expo 2000 wurde die Strecke für Neigetechnik ausgebaut, diese wurde jedoch nach 2014 mangels Bedarf wieder stillgelegt.
2023 wurde der Streckenabschnitt zwischen Goslar und der ehemaligen Blockstelle Othfresen auf Ks-Signale umgestellt. Diese werden aus dem DSTW Göttingen gesteuert.

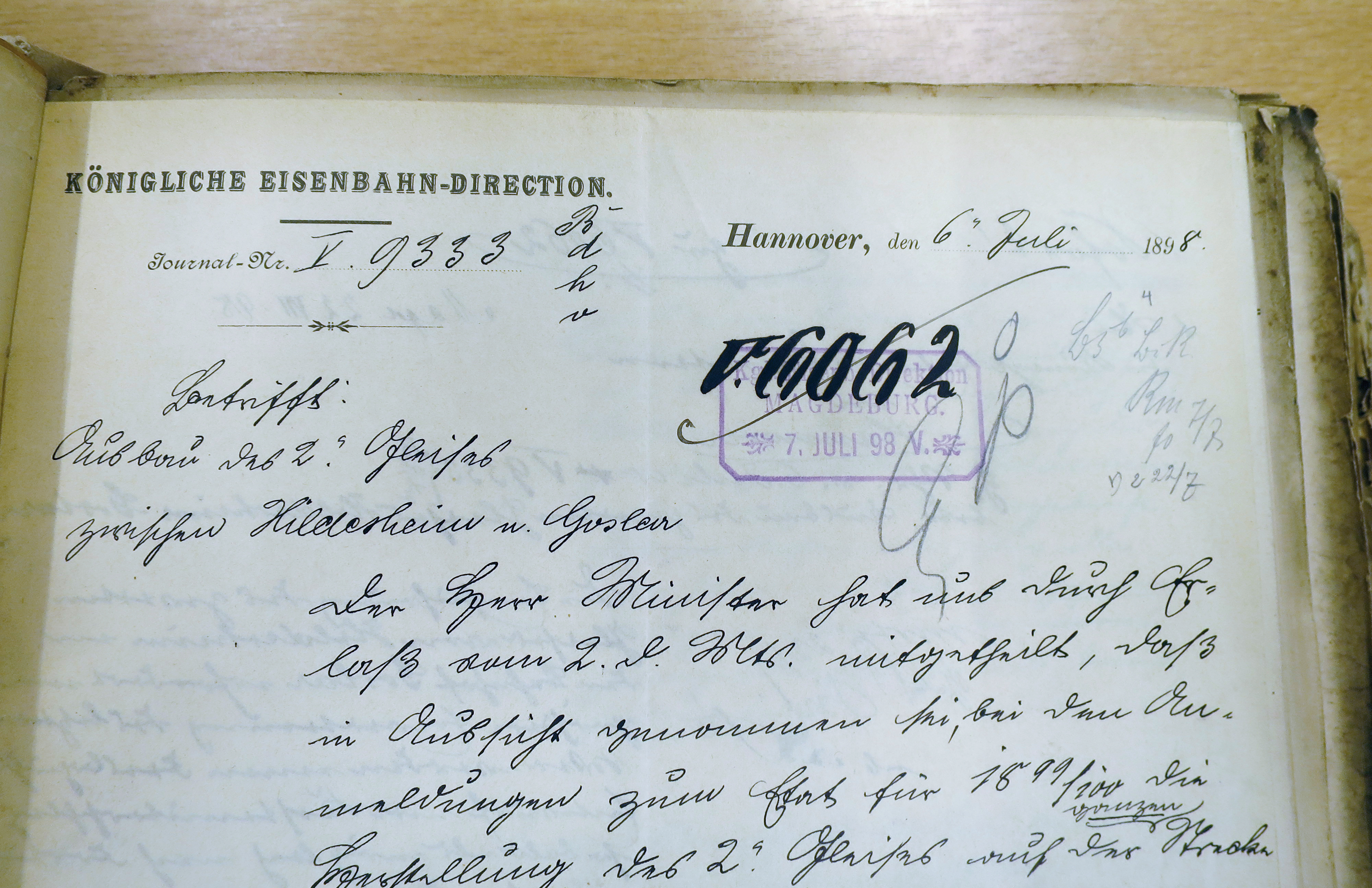
Schreiben der Eisenbahndirektion Magdeburg zum zweigleisigen Ausbau der Strecke, 1898
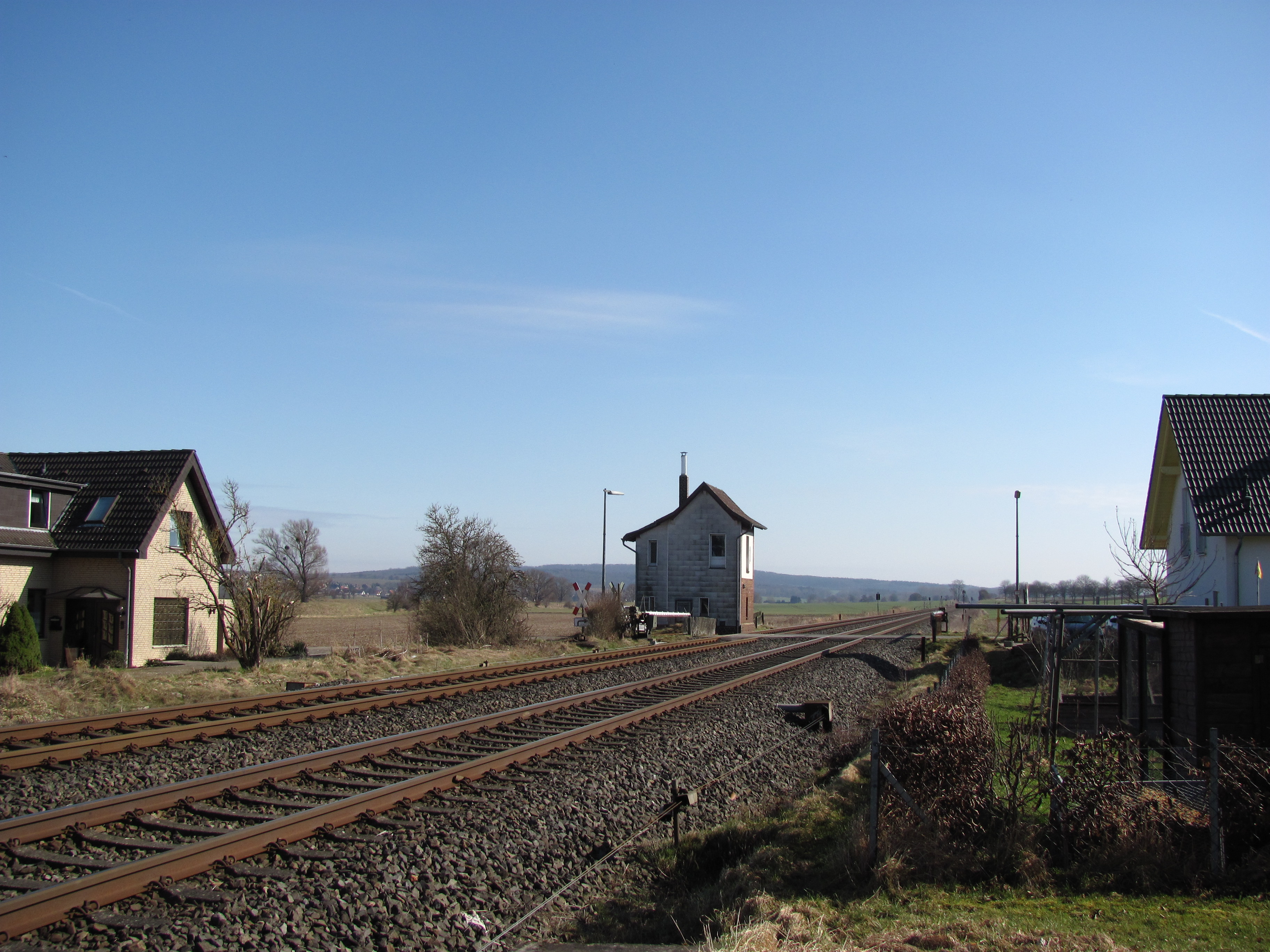
Schrankenwärterhaus Hockeln
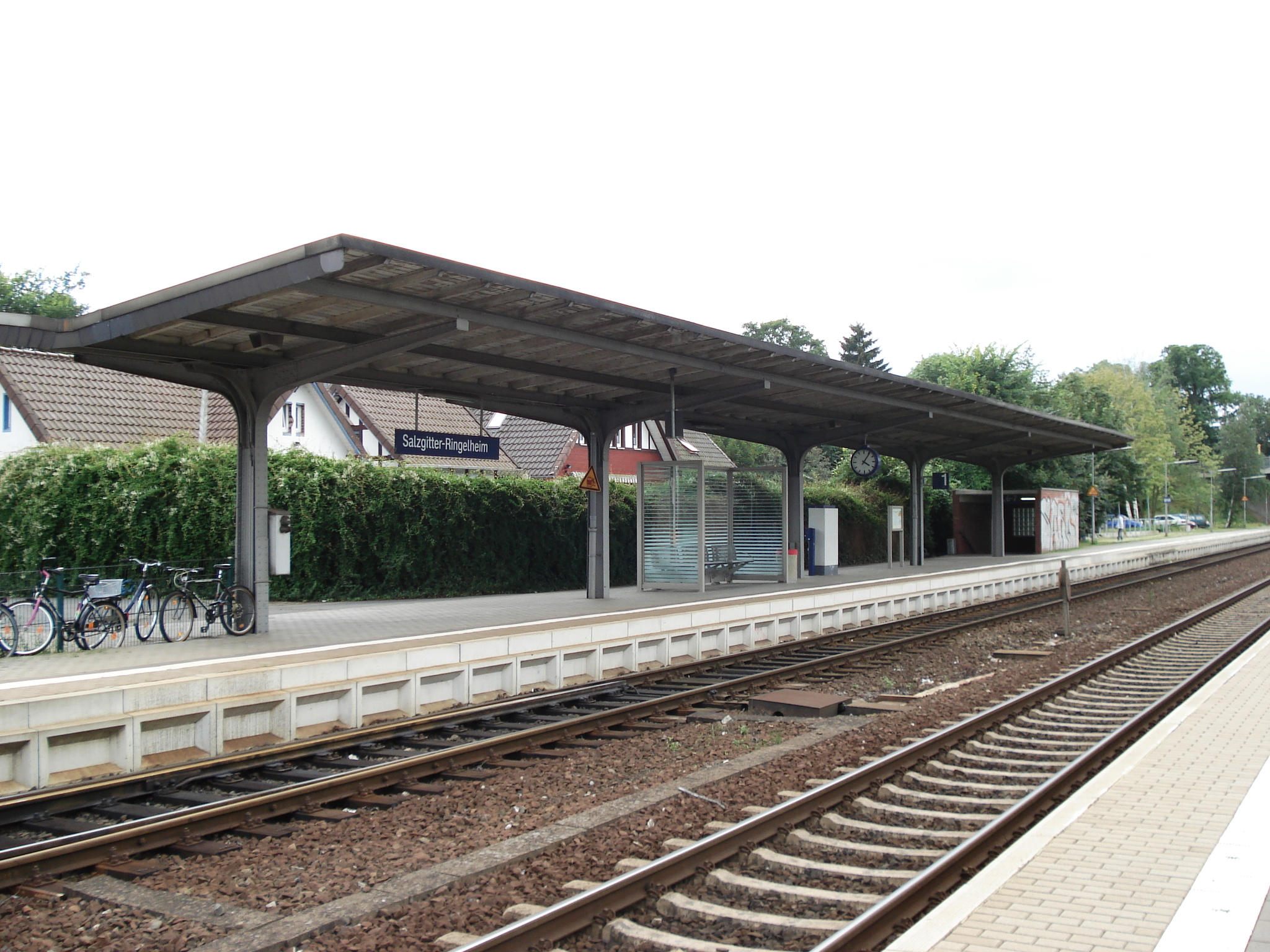
Der erneuerte Bahnsteig Richtung Goslar im Bahnhof Salzgitter-Ringelheim

## Personenverkehr

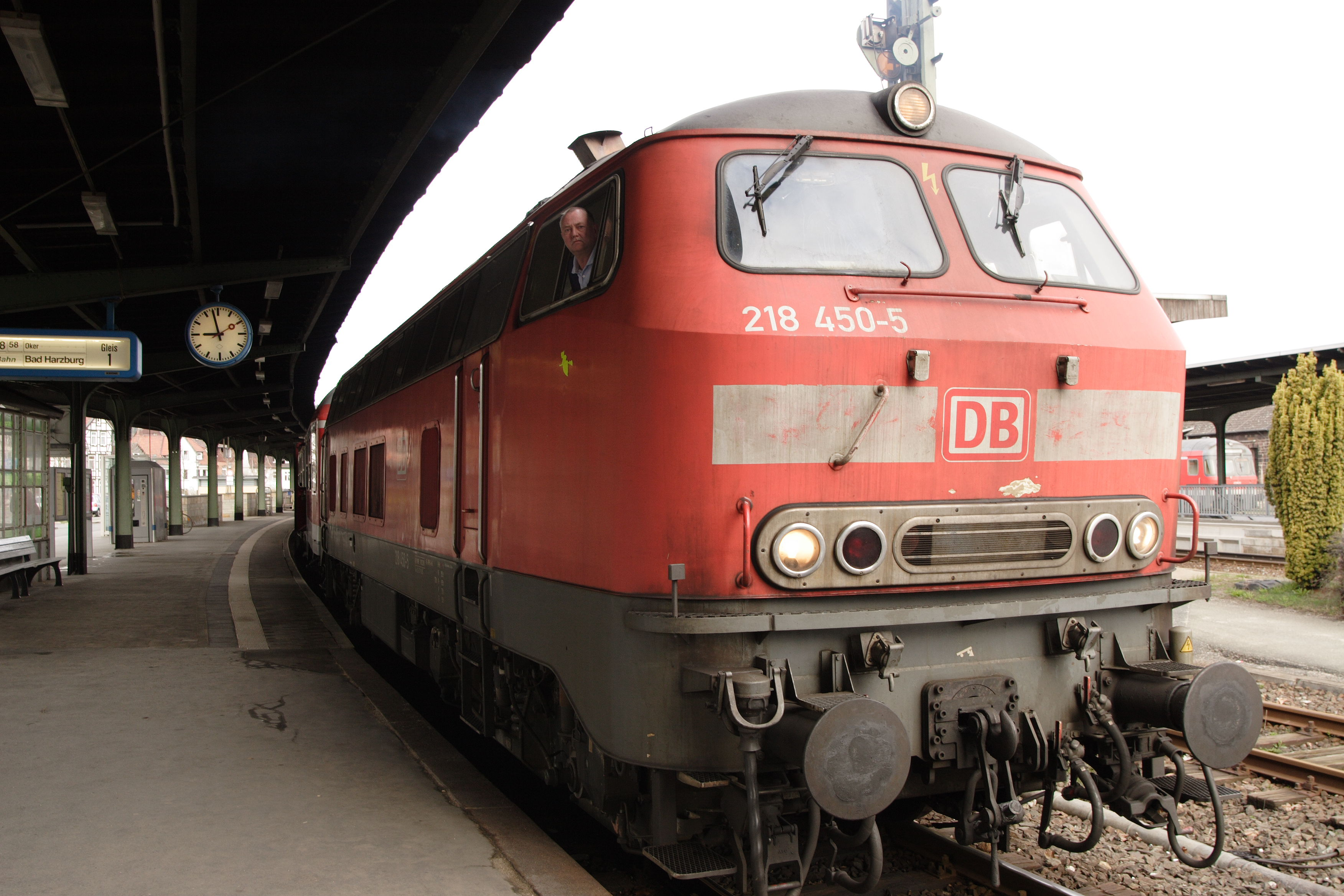
Regionalzug von Hannover nach Bad Harzburg über Goslar (2005)

### Fernverkehr
Der Fernverkehr mit Schnellzügen und zuletzt Interregios (einzelne Fahrten der Linie 17) wurde im Jahr 2002 eingestellt.

### Regionalverkehr
Mit dem Wiederaufbau der Verbindung nach Osten wurde nach der Wiedervereinigung zunächst eine Regionalexpress-Linie von Hannover über Goslar, Bad Harzburg und Halberstadt nach Halle (Saale) eingeführt. Im Zeitraum der Neigetechnik-Unterstützung verkehrten auf dieser Verbindung Dieseltriebwagen der Baureihe 612. Daneben gibt es weitere Nahverkehrszüge von Bad Harzburg nach Hannover, die bis auf den Bahnhof Groß Düngen alle Stationen bedienen. Beide Linien verkehrten zwischen Hannover und Bad Harzburg im Zweistundentakt. Durch den Neigetechnikeinsatz und eine unterschiedliche Zahl an Zwischenhalten ergab sich kein deckungsgleicher Stundentakt.
Mit dem Fahrplanwechsel im Dezember 2014 wurde das westliche Ende des Regionalexpresses aus Halle nach Goslar eingekürzt und im Gegenzug der in Bad Harzburg startende RE 10 auf einen Stundentakt verdichtet. Die Landesnahverkehrsgesellschaft Niedersachsen (LNVG) begründete diesen Schritt mit einer Steigerung der Wirtschaftlichkeit der Linie durch ein einheitliches Fahrzeugkonzept ohne Neigetechniktriebzüge. Im Rahmen der europaweiten Ausschreibung des Dieselnetz Niedersachsen Südost (DINSO) konnte sich die OHE-Tochter erixx den Betrieb der Regionalexpress-Linie sichern. Das Unternehmen betreibt seit Dezember 2014 die Linie für 15 Jahre mit Dieseltriebzügen vom Typ LINT 54 aus dem Fahrzeugpool der LNVG.
Im Abschnitt zwischen Hildesheim und Groß Düngen verkehrt zusätzlich die RB 79 nach Bodenburg. Der Bahnhof Groß Düngen wird ausschließlich von diesen Zügen und einigen Halten des RE 10 morgens in Richtung Hildesheim bedient. 

## Planungen
Für den Zeitraum der 2030er-Jahre soll die Höchstgeschwindigkeit der Strecke (ohne Neigetechnik) auf bis zu 140 km/h ausgebaut und zwischen Groß Düngen und Salzgitter-Ringelheim Gleiswechselmöglichkeiten geschaffen werden.

### Elektrifizierung

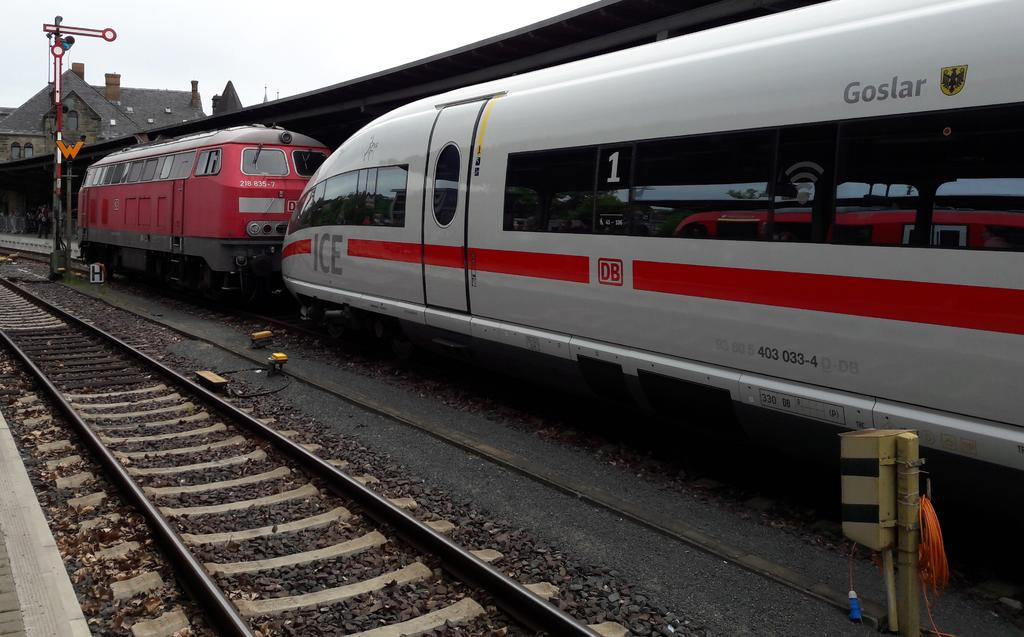
ICE 3 Goslar, mangels Oberleitung wurde dieser 2017 von der Diesellokomotive 218 835 zur Taufe im Bahnhof Goslar geschleppt

Das Land Niedersachsen strebt bis zum Jahr 2034 die Elektrifizierung des Abschnitt Hildesheim – Grauhof mit dem Hintergrund der Umstellung des heutigen RE 10 Hannover – Bad Harzburg auf elektrische Triebwagen ohne Akku an. Die Elektrifizierung der Gesamtstrecke wurde in jüngerer Vergangenheit von mehreren Stellen gefordert, so etwa durch den VDV und einzelne politische Akteure. Im Jahr 2021 wurde die Elektrifizierung der Gesamtstrecke als zu förderndes Vorhaben im Rahmen des Gemeindeverkehrsfinanzierungsgesetzes angemeldet.
Der Abschnitt Grauhof – Goslar ist bereits bis 2029 für eine Elektrifizierung vorgesehen. Der Regionalverband Großraum Braunschweig plant diese als Teil eines Inselnetzes für Akkumulatortriebwagen.

### Ringelheimer Kurve
| Streckenlänge: | 1,6 km               |                                       |                                       |
| Spurweite: | 1435 mm (Normalspur) |                                       |                                       |
| Streckengeschwindigkeit: | 80 km/h              |                                       |                                       |
| |                      |                                       |                                       |
| \| \| \| von Salzgitter-Bad \| \| \| \| Schwarzer Kamp (Abzw) (vrsl. ab 2029) \| \| \| \| nach Kreiensen \| \| \| \| von Hildesheim \| \| \| \| Hohenrode (Abzw) (vrsl. ab 2029) \| \| \| \| nach Goslar \| |                      |                                       |                                       |
| Strecke |                      | von Salzgitter-Bad                    | von Salzgitter-Bad                    |
| ehemalige Blockstelle |                      | Schwarzer Kamp (Abzw) (vrsl. ab 2029) | Schwarzer Kamp (Abzw) (vrsl. ab 2029) |
| Abzweig ehemals geradeaus und nach rechts |                      | nach Kreiensen                        | nach Kreiensen                        |
| Abzweig ehemals geradeaus und von rechts |                      | von Hildesheim                        | von Hildesheim                        |
| ehemalige Blockstelle |                      | Hohenrode (Abzw) (vrsl. ab 2029)      | Hohenrode (Abzw) (vrsl. ab 2029)      |
| Strecke |                      | nach Goslar                           | nach Goslar                           |

Ende der 2010er-Jahre wurde der Neubau einer Verbindungskurve zwischen der Betriebsstelle Othfresen in Richtung Goslar und dem Bahnhof Salzgitter-Bad an die Bahnstrecke Leiferde–Salzgitter-Bad in Richtung Braunschweig geprüft und in ihrem Nutzen einem vollständigen zweigleisigen Ausbau der Bahnstrecke Vienenburg–Goslar gegenübergestellt. In der Sitzung des Verkehrsausschusses des Regionalverbands Großraum Braunschweig vom 8. September 2021 wurde diese als „Ringelheimer Kurve“ bezeichnete Neubaustrecke als Planungsziel zur Verkürzung der Fahrtzeit Goslar–Braunschweig festgehalten. Die Entwurfs- und Planungskosten werden für den Zeitraum zwischen 2022 und 2025 auf ca. 2,5 Mio. Euro geschätzt (Stand: 2021).
Befahren werden soll die Ringelheimer Kurve voraussichtlich durch die RB 48 Braunschweig – SZ-Bad – Goslar. Eine Konzeptskizze aus dem Jahr 2020 zeigt die Einrichtung zweier neuer Abzweige Hohenrode (ca. km. 77,5, Bahnstrecke Hildesheim–Goslar) und Schwarzer Kamp (ca. km. 62,5, Bahnstrecke Börßum–Kreiensen). Zusätzlich erwähnt wird in diesem Zusammenhang eine Absichtserklärung zur Wiederherstellung eines Haltepunkts in Othfresen in der langfristigen Strategie. Ein Planungsauftrag liegt hierfür (Stand: 2024) jedoch nicht vor.